# Hector Malot
Hector Malot (n. 20 mai 1830, La Bouille, Haute-Normandie, Franța – d. 18 iulie 1907, Fontenay-sous-Bois, Seine, Franța) a fost unul dintre cei mai cunoscuți scriitori francezi. 
A scris mai multe romane, dar este cunoscut mai ales pentru romanul Singur pe lume & Romain Kalbris. A fost dedicat fiicei lui, Lucie. "În timp ce scriam această carte, mă gândeam tot timpul la tine, copila mea, și numele tău îmi venea în fiecare clipă pe buze. O să-i placă lui Lucie? O va interesa pe Lucie?..." se întreba Hector Malot la începutul cărții sale.

## Opere
- Victimes d'Amour (trilogie)
  - Les Amants (1859)
  - Les Epoux (1865)
  - Les Enfants (1869)
- Les Amours de Jacques (1860)
- Un beau-frère (1869)
- Une belle-mère (1869)
- Les Aventures de Romain Kalbris (1869)
- Une Bonne affaire (1870)
- M-me Obernin (1870)
- Un Curé de Province (1872)
- Un Mariage sous le Second Empire (1873)
- L'Auberge du Monde (1875–1876, 4 vol.)
- Les Batailles du Mariage (1877, 3 vol.)
- Cara (1877)
- Sans famille (1878)
- Le Docteur Claude (1879)
- La Bohême Tapageuse (1880, 3 vol.)
- Pompon, and Une Femme d'Argent (1881)
- La Petite Soeur (1882)
- Les Millions Honteux (1882)
- Les Besogneux (1883)
- Paulette (1883)
- Marichette, and Micheline (1884)
- Le Lieutenant Bonnet (1885)
- Sang Bleu (1885)
- Baccara (1886)
- Zyte (1886)
- Vices Français, Séduction, et Ghislaine (1887)
- Mondaine (1888)
- Mariage Riche, et Justice (1889)
- La Mère (1890)
- Anie (1891)
- Complices (1892)
- Conscience (1892)
- En Famille (1893)
- Amours de Jeunes et Amours de Vieux (1894)
- L'amour dominateur (1896)
- Le Roman de mes Romans (1896)
- Pages choisies (1898)